# Film di Dragon Ball

Alcuni dei principali antagonisti dei film di Dragon Ball. Da sinistra a destra Super C-13, Lord Slug, Bojack, Garlick Jr., Turles e Hatchyack.

A partire dal debutto dell'adattamento anime del manga Dragon Ball di Akira Toriyama nel 1986, la Toei Animation ha prodotto 21 film cinematografici basati sul franchise: quattro basati sull'anime di Dragon Ball, quindici basati sulla serie sequel Dragon Ball Z e due basati sulla serie di Dragon Ball Super.
Il diciassettesimo film è stato prodotto per commemorare il decimo anniversario dell'anime. La maggioranza di questi film sono storie indipendenti che non seguono la continuità della serie, con l'eccezione del diciottesimo e del diciannovesimo, La battaglia degli dei e La resurrezione di 'F', che sono ambientati tra i capitoli 517 e 518 del manga con Toriyama profondamente coinvolto nella loro creazione. Inoltre questi due ultimi film rappresentano le prime due saghe di Dragon Ball Super.
Gli ultimi film Dragon Ball Super - Broly e Dragon Ball Super - Super Hero seguono la continuità della serie, in quanto ambientati dopo la serie anime, tra gli avvenimenti del Torneo del Potere e quelli del ventottesimo torneo Tenkaichi. 
Ci sono anche tre special televisivi che sono stati trasmessi su Fuji TV e due cortometraggi, che sono stati proiettati rispettivamente al Jump Super Anime Tour 2008 e al Jump Festa 2012. Inoltre ci sono tre OAV distribuiti in allegato a giocattoli o videogiochi.

## Film cinematografici
| #  | Titolo italiano                                              | Titolo originale                                                                        | Data d'uscita originale | Data d'uscita italiana |
| -- | ------------------------------------------------------------ | --------------------------------------------------------------------------------------- | ----------------------- | ---------------------- |
| 1  | Dragon Ball - La leggenda delle sette sfere                  | Shenron no Densetsu (神龍の伝説?)                                                       | 20 dicembre 1986        | 1996                   |
| 2  | Dragon Ball - La bella addormentata a Castel Demonio         | Majin-jō no Nemuri Hime (魔神城のねむり姫?)                                             | 18 luglio 1987          | 1996                   |
| 3  | Dragon Ball - Il torneo di Miifan                            | Makafushigi Dai Bōken (魔訶不思議大冒険?)                                               | 9 luglio 1988           | 1996                   |
| 4  | Dragon Ball Z - La vendetta divina                           | Ora no Gohan o Kaese!! (オラの悟飯をかえせッ！！?)                                      | 15 luglio 1989          | 1997                   |
| 5  | Dragon Ball Z - Il più forte del mondo                       | Kono Yo de Ichiban Tsuyoi Yatsu (この世で一番強いヤツ?)                                 | 10 marzo 1990           | 1997                   |
| 6  | Dragon Ball Z - La grande battaglia per il destino del mondo | Chikyū Marugoto Chōkessen (地球まるごと超決戦?)                                         | 7 luglio 1990           | 1997                   |
| 7  | Dragon Ball Z - Le origini del mito                          | Film TV Anime                                                                           | 17 ottobre 1990         | 14 luglio 2001         |
| 8  | Dragon Ball Z - La sfida dei guerrieri invincibili           | Sūpā Saiyajin da Son Gokū (超サイヤ人だ孫悟空?)                                         | 19 marzo 1991           | 1998                   |
| 9  | Dragon Ball Z - Il destino dei Saiyan                        | Tobikkiri no Saikyō tai Saikyō (とびっきりの最強対最強?)                                | 21 luglio 1991          | 1998                   |
| 10 | Dragon Ball Z - L'invasione di Neo Namek                     | Gekitotsu!! Hyaku-Oku Pawā no Senshi-tachi (激突！！１００億パワーの戦士たち?)          | 7 marzo 1992            | 1998                   |
| 11 | Dragon Ball Z - I tre Super Saiyan                           | Kyokugen Batoru!! San Dai Sūpā Saiyajin (極限バトル！！三大超サイヤ人?)                 | 11 luglio 1992          | 1998                   |
| 12 | Dragon Ball Z - La storia di Trunks                          | Film TV Anime                                                                           | 23 febbraio 1993        | 25 agosto 2001         |
| 13 | Dragon Ball Z - Il Super Saiyan della leggenda               | Moetsukiro!! Nessen · Ressen · Chō-Gekisen (燃えつきろ！！熱戦・烈戦・超激戦?)          | 6 marzo 1993            | 1998                   |
| 14 | Dragon Ball Z - La minaccia del demone malvagio              | Ginga Giri-Giri!! Butchigiri no Sugoi Yatsu (銀河ギリギリ！！ぶっちぎりの凄い奴?)       | 10 luglio 1993          | 1998                   |
| 15 | Dragon Ball Z - Sfida alla leggenda                          | Kiken na Futari! Sūpā Senshi wa Nemurenai (危険なふたり!超戦士はねむれない?)            | 12 marzo 1994           | 1999                   |
| 16 | Dragon Ball Z - L'irriducibile bio-combattente               | Sūpā Senshi Gekiha!! Katsu no wa Ore da (超戦士撃破！！勝つのはオレだ?)                 | 9 luglio 1994           | 1999                   |
| 17 | Dragon Ball Z - Il diabolico guerriero degli inferi          | Fukkatsu no Fyūjon!! Gokū to Bejīta (復活のフュージョン！！悟空とベジータ?)             | 4 marzo 1995            | 1999                   |
| 18 | Dragon Ball Z - L'eroe del pianeta Conuts                    | Ryū-Ken Bakuhatsu!! Gokū ga Yaraneba Dare ga Yaru (龍拳爆発！！悟空がやらねば誰がやる?) | 15 luglio 1995          | 1999                   |
| 19 | Dragon Ball - Il cammino dell'eroe                           | Saikyō e no Michi (最強への道?)                                                         | 4 marzo 1996            | 1999                   |
| 20 | Dragon Ball GT - L’ultima Battaglia                          | Film TV Anime                                                                           | 26 marzo 1997           | 24 dicembre 2003       |
| 21 | Dragon Ball Z - La battaglia degli dei                       | Kami to Kami (神と神?)                                                                  | 30 marzo 2013           | 1º febbraio 2014       |
| 22 | Dragon Ball Z - La resurrezione di 'F'                       | Fukkatsu no “Efu” (復活の「F」?)                                                        | 18 aprile 2015          | 12 settembre 2015      |
| 23 | Dragon Ball Super - Broly                                    | Doragon Bōru Sūpā: Burorī (ブロイ?)                                                     | 14 dicembre 2018        | 28 febbraio 2019       |
| 24 | Dragon Ball Super - Super Hero                               | Doragon Bōru Sūpā Sūpā Hīrō (ドラゴンボールスーパーヒーロー?)                           | 11 giugno 2022          | 29 settembre 2022      |

### Edizioni italiane

#### VHS e DVD
In Italia i primi 17 film e i due special di Dragon Ball Z vennero distribuiti direttamente in VHS tra il 1996 e il 1999 da Dynamic Italia. Nel doppiaggio, effettuato da CAR Film e Coop. Eddy Cortese di Roma, con un cast differente da quello che sarebbe stato usato nelle serie TV (doppiate a Milano), vennero utilizzati quasi sempre i nomi dei personaggi e delle tecniche della versione italiana del manga (con pronunce differenti da quelle dell'anime, sebbene vi siano molti cambi/errori da un film all’altro, alcuni poi corretti dall'edizione successiva). In seguito i film e gli special vennero ridoppiati dalla Merak Film di Milano per conto di Mediaset con il cast delle serie TV e trasmessi in varie forme dal 2001 al 2007 su Italia 1 (incluso il terzo special, che venne doppiato per la prima volta). Nei ridoppiaggi vennero utilizzati dei dialoghi più edulcorati (benché simili a quelli dell'edizione precedente, essendo stati trascritti dai dialoghi già tradotti) e lo stesso video (in alcune sequenze si possono notare gli stessi sottotitoli usati da Dynamic Italia). Inoltre nomi e pronunce vennero allineati a quelli dell'anime (con qualche errore). I ridoppiaggi sono stati in seguito utilizzati per le edizioni DVD.
Nel 2006-2007, DeAgostini ha distribuito tutti i film e gli special in 20 DVD; gli stessi sono stati ristampati in seguito senza la numerazione sul dorso delle copertine. Nel 2017, Dynit e Yamato Video, in collaborazione con Gazzetta dello sport e Corriere della Sera, hanno pubblicato i film e gli special in 20 DVD raccolti in un cofanetto.
Il terzo OAV e il secondo cortometraggio sono stati invece allegati a due videogiochi usciti nel 2010 e 2012, ma non sono stati doppiati in italiano (solo sottotitolati). 
I film Dragon Ball Z: La battaglia degli dei e Dragon Ball Z: La resurrezione di 'F' sono usciti nei cinema per conto della Lucky Red nel 2014 e nel 2015; il doppiaggio di entrambi i film è stato eseguito dalla CDC Sefit Group di Roma, quindi con un cast coincidente, per molti personaggi, con quello utilizzato nel primo doppiaggio dei precedenti film piuttosto che con quello delle serie. Il film Dragon Ball Super - Broly è uscito nel 2019 per opera di Anime Factory; il doppiaggio è stato effettuato presso la LogoSound di Milano in collaborazione con la CDR Creative Dubbing di Roma e mantiene quasi interamente il cast televisivo; un'eccezione è il ruolo dell'antagonista prinicpale, Broly, che è stato affidato allo stesso doppiatore dell'edizione Dynamic Italia. Il film Dragon Ball Super - Super Hero è stato distribuito da Crunchyroll al cinema nel 2022; il doppiaggio è stato eseguito dalla CDR di Roma, pur mantenendo buona parte del cast milanese della serie televisiva. Come la precedente pellicola, comprende due personaggi (Broly e Shenron) con lo stesso doppiatore della prima edizione dei film.

#### Dragon Ball - La saga
Dragon Ball - La saga è l'accorpamento realizzato da Mediaset di 16 film di Dragon Ball (13 cinematografici e 3 per la TV) prodotti tra il 1988 e il 1995, suddivisi in una serie di 35 episodi da 22 minuti e trasmessi sul canale Italia 1 a partire dal 9 settembre 2003. I film furono replicati nello stesso modo a partire dal 13 luglio 2009, dal 15 aprile 2014 sempre sulla stessa rete e dal 27 dicembre dello stesso anno su Italia 2.
Mediaset acquisì i diritti dei film d'animazione della serie da Dynamic Italia, oggi chiamata Dynit, che li aveva già adattati e pubblicati con un diverso cast di doppiatori.
Pur utilizzando l'adattamento già tradotto, Mediaset effettuò alcune modifiche in modo da uniformare i dialoghi del film a quelli del doppiaggio delle serie TV che riguardano:
- I nomi dei personaggi che erano già stati cambiati in precedenza, ad esempio Piccolo diventato Junior e Olong diventato Oscar; la pronuncia cambiata di alcune parole come Saiyan e Mr. Satan e l'edulcorazione dei termini come uccidere, morire, ammazzare, morte e bastardo sostituiti da sinonimi come fare fuori, eliminare, distruggere, scomparsa e via dicendo, se non per alcune eccezioni (ad esempio nei film Il più forte del mondo, Sfida alla leggenda, L'irriducibile bio-combattente, Il diabolico guerriero degli inferi e Le origini del mito i termini morte e uccidere vengono spesso usati).
- Il cambio dei nomi originali delle tecniche, usando le versioni tradotte o di pura fantasia che erano già state usate nella serie TV, facendo tuttavia confusione con alcuni nomi, ad esempio la tecnica del Taiyoken usata da Tenshinhan nel terzo film non è stata tradotta con Colpo del Sole, ma confusa con il Kaioken, una tecnica completamente diversa che può usare solo Goku (un errore simile era stato fatto anche col film della prima serie La leggenda delle sette sfere, non incluso in Dragon Ball: La saga, dove viene confuso il Rogafufuken di Yamcha come Kaioken).
- La rimozione di alcuni suffissi e appellativi di rispetto, ad esempio Trunks del futuro si rivolge a Goku, Crilin e Gohan usando il suffisso "Signor" (-san in originale) e dà loro del lei, mentre nella versione italiana si rivolge dando del tu.
- L'aggiunta dei commenti fuori campo del narratore durante l'episodio, con frasi di pura fantasia, che generalmente spiegano fatti accaduti o che stanno per accadere, e la rimozione delle sigle originali.
- In un'occasione è stata rimossa una canzone di sottofondo, ovvero Makafushigi Adventure, sigla e colonna portante della prima serie, rimpiazzata con una versione remix della sigla italiana Dragon Ball di Giorgio Vanni.
- Alcune scene dei film furono tagliate per la versione televisiva, non per questioni di censura, ma perché superavano la durata massima di 22 minuti. Questi tagli non sono inclusi nelle distribuzioni DVD.

Dragon Ball: La saga partì nell'estate del 2003, dopo la trasmissione di Dragon Ball: Le grandi battaglie (un accorpamento dei principali combattimenti dal 23º Torneo Tenkaichi alla sconfitta di Vegeta). I film assieme agli speciali vengono proposti in ordine cronologico e temporale secondo gli avvenimenti della saga fino ad arrivare al tredicesimo film. Per la prima serie venne trasmesso solo Il torneo di Miifan, mentre non furono trasmessi i primi due La leggenda delle sette sfere e La bella addormentata a Castel Demonio che erano già stati adattati e trasmessi il 22 maggio 2001 da Italia 1 con il titolo unico La leggenda di Dragon Ball. Anche il quarto e ultimo film della prima serie Il cammino dell'eroe non fu incluso. Per Dragon Ball Z invece, sono stati trasmessi tutti i film eccetto l'ottavo Il Super Saiyan della leggenda.
La serie si chiude con lo speciale in prima TV Dragon Ball GT - L'ultima battaglia, che venne trasmesso per intero il 24 dicembre 2003, mentre nelle repliche del 2009 fu anch'esso suddiviso in due episodi intitolati L'ultima battaglia e Il coraggio di Goku Junior.
La sigla italiana, cantata da Giorgio Vanni, è un mash-up della durata di un minuto dei ritornelli delle tre sigle delle serie di Dragon Ball (ordinate però in maniera non cronologica: rispettivamente What's my destiny Dragon Ball, Dragon Ball GT e Dragon Ball) e fa da sigla di testa e di coda di ogni episodio ad eccezione di quelli relativi allo speciale TV di Dragon Ball GT, che mantengono la sigla della suddetta serie.
| Nº                                                       | Titolo italiano                   | In onda           | In onda |
| Nº                                                       | Titolo italiano                   | Italiano          |         |
| Speciale: Le origini del mito (2 episodi)                |                                   |                   |         |
| 1                                                        | Il padre di Goku                  | 9 settembre 2003  |         |
| 2                                                        | La distruzione del pianeta Vegeta | 11 settembre 2003 |         |
| Il torneo di Miifan (2 episodi)                          |                                   |                   |         |
| 3                                                        | L'impero di Miifan                | 16 settembre 2003 |         |
| 4                                                        | L'imperatore                      | 18 settembre 2003 |         |
| La vendetta divina (2 episodi)                           |                                   |                   |         |
| 5                                                        | Un nemico dal passato             | 23 settembre 2003 |         |
| 6                                                        | Un aiuto insperato                | 25 settembre 2003 |         |
| Il più forte del mondo (3 episodi)                       |                                   |                   |         |
| 7                                                        | Il malvagio dottor Willow         | 30 settembre 2003 |         |
| 8                                                        | L'uomo più forte del mondo        | 2 ottobre 2003    |         |
| 9                                                        | Una vittoria collettiva           | 7 ottobre 2003    |         |
| La grande battaglia per il destino del mondo (3 episodi) |                                   |                   |         |
| 10                                                       | Il nuovo amico di Gohan           | 9 ottobre 2003    |         |
| 11                                                       | La malvagità di Turles            | 14 ottobre 2003   |         |
| 12                                                       | Il Grande Albero dell'Energia     | 16 ottobre 2003   |         |
| La sfida dei guerrieri invincibili (2 episodi)           |                                   |                   |         |
| 13                                                       | Re Slug                           | 21 ottobre 2003   |         |
| 14                                                       | Il super namecciano               | 23 ottobre 2003   |         |
| Il destino dei Saiyan (2 episodi)                        |                                   |                   |         |
| 15                                                       | Il fratello di Freezer            | 28 ottobre 2003   |         |
| 16                                                       | L'ira di Cooler                   | 30 ottobre 2003   |         |
| L'invasione di Neo Namek (2 episodi)                     |                                   |                   |         |
| 17                                                       | Minaccia dallo spazio             | 4 novembre 2003   |         |
| 18                                                       | Metal Cooler                      | 6 novembre 2003   |         |
| Speciale: La storia di Trunks (2 episodi)                |                                   |                   |         |
| 19                                                       | La dura infanzia di Trunks        | 11 novembre 2003  |         |
| 20                                                       | Per un presente migliore          | 13 novembre 2003  |         |
| I tre Super Saiyan (2 episodi)                           |                                   |                   |         |
| 21                                                       | La vendetta del dottor Gelo       | 18 novembre 2003  |         |
| 22                                                       | Dura lotta tra i ghiacci          | 20 novembre 2003  |         |
| La minaccia del demone malvagio (2 episodi)              |                                   |                   |         |
| 23                                                       | Uno straordinario torneo          | 25 novembre 2003  |         |
| 24                                                       | Il demone malvagio                | 27 novembre 2003  |         |
| Sfida alla leggenda (3 episodi)                          |                                   |                   |         |
| 25                                                       | Il mostro della montagna          | 2 dicembre 2003   |         |
| 26                                                       | Un avversario implacabile         | 4 dicembre 2003   |         |
| 27                                                       | Un aiuto dal cielo                | 9 dicembre 2003   |         |
| L'irriducibile bio-combattente (2 episodi)               |                                   |                   |         |
| 28                                                       | I bio combattenti                 | 11 dicembre 2003  |         |
| 29                                                       | Mutazione                         | 16 dicembre 2003  |         |
| Il diabolico guerriero degli inferi (2 episodi)          |                                   |                   |         |
| 30                                                       | Emergenza negli inferi            | 18 dicembre 2003  |         |
| 31                                                       | Situazioni imbarazzanti           | 23 dicembre 2003  |         |
| L'eroe del pianeta Conuts (2 episodi)                    |                                   |                   |         |
| 32                                                       | Un misterioso guerriero           | 30 dicembre 2003  |         |
| 33                                                       | La spada di Trunks                | 13 gennaio 2004   |         |
| Speciale Dragon Ball GT: L'ultima battaglia (2 episodi)  |                                   |                   |         |
| 34                                                       | L'ultima battaglia                | 27 agosto 2009    |         |
| 35                                                       | Il coraggio di Goku Junior        | 28 agosto 2009    |         |

## Cortometraggi dei festival
| # | Titolo italiano                                  | Titolo originale                                                                                    | Data d'uscita originale | Data d'uscita italiana                  |
| - | ------------------------------------------------ | --------------------------------------------------------------------------------------------------- | ----------------------- | --------------------------------------- |
| 1 | Dragon Ball: Il ritorno di Goku e dei suoi amici | Doragon Bōru Ossu! Kaette Kita Son Gokū to Nakama-tachi!! (オッス！帰ってきた孫悟空と仲間たち！！?) | 21 settembre 2008       | –                                       |
| 2 | Dragon Ball - Episodio di Bardack                | Doragon Bōru Episōdo Obu Baadakku (ドラゴンボール エピソードオブバーダック?)                        | 17 dicembre 2011        | 5 ottobre 2012 (versione sottotitolata) |

## OAV
| # | Titolo italiano                                                         | Titolo originale                                                                                 | Data d'uscita originale | Data d'uscita italiana                   |
| - | ----------------------------------------------------------------------- | ------------------------------------------------------------------------------------------------ | ----------------------- | ---------------------------------------- |
| 1 | Dragon Ball Z: Tutti insieme! Il mondo di Goku                          | Doragon Bōru Zetto Atsumare! Gokū Wārudo (ドラゴンボールＺ あつまれ!! 悟空ワールド?)             | 28 gennaio 1992         | –                                        |
| 2 | Storia parallela di Dragon Ball Z: Il piano per lo sterminio dei Saiyan | Doragon Bōru Zetto Gaiden Saiya-jin Zetsumetsu Keikaku (ドラゴンボールＺ 外伝 サイヤ人絶滅計画?) | 6 settembre 1993        | –                                        |
| 3 | Dragon Ball - Piano per lo sterminio dei Super Saiyan                   | Doragon Bōru Sūpā Saiya-jin Zetsumetsu Keikaku (ドラゴンボール 超サイヤ人絶滅計画?)              | 11 novembre 2010        | 4 novembre 2012 (versione sottotitolata) |

### Dragon Ball Z: Atsumare! Goku World(1992)
Dragon Ball Z: Atsumare! Goku World (ドラゴンボールＺ あつまれ!! 悟空ワールド?, Doragon Bōru Zetto Atsumare! Gokū Wārudo, lett. "Dragon Ball Z: Tutti insieme! Il mondo di Goku") è un OAV della durata di 26 minuti del 1992 creato esclusivamente per la console-giocattolo con connessione VHS Terebikko (la quale era uscita quattro anni prima, nel 1988), distribuito in Giappone da Bandai, che illustra in modo divertente alcune delle principali avventure di Goku a partire dal primo allenamento di Goku con il Maestro Muten fino all'arrivo di Trunks. La storia racconta di come Goku, Gohan, Crilin, Bulma e Trunks decidano di usare la macchina del tempo di quest'ultimo per rivivere alcune delle principali avventure di Goku. L'OAV inoltre propone una versione alternativa dell'arco di Cell. Il video, inedito in Italia, fa uso delle stesse musiche della serie Dragon Ball Z, composte da Shunsuke Kikuchi. Nonostante ciò, si può notare che sono presenti tre tracce mai sentite prima.

### Dragon Ball Z Gaiden: Saiyajin zetsumetsu keikaku(1993)
Dragon Ball Z Gaiden: Saiyajin zetsumetsu keikaku (ドラゴンボールＺ 外伝 サイヤ人絶滅計画?, Doragon Bōru Zetto Gaiden Saiya-jin Zetsumetsu Keikaku, lett. "Storia parallela di Dragon Ball Z: Il piano per lo sterminio dei Saiyan") racconta del Dottor Raichi, l'unico superstite della razza Tsufuru, abitante del pianeta Plant. Mentre è impegnato a realizzare una macchina alimentata dall'odio che gli Tsufuru covano verso i Saiyan, capace di generare dei "combattenti fantasma" per eliminarli, viene attaccato e ucciso da dei Saiyan. La navicella che contiene la macchina e il corpo senza vita del Dottor Raichi parte verso lo spazio infinito. Ma la macchina, ancora attiva, inizia a evolversi e a completarsi da sola. Al suo completamento inizia a produrre combattenti fantasma, con lo scopo di trovare tutti i Saiyan rimasti nell'universo e sterminarli.
Questo OAV è composto da scene estratte da un videogioco inedito in Italia.

### Dragon Ball - Piano per lo sterminio dei Super Saiyan(2010)
Dragon Ball: Piano per lo sterminio dei Super Saiyan (ドラゴンボール 超サイヤ人絶滅計画?, Doragon Bōru Sūpā Saiya-jin Zetsumetsu Keikaku) consiste nel remake dell'OAV precedente, uscito in DVD l'11 novembre 2010 in allegato al videogioco Dragon Ball: Raging Blast 2. Il titolo è stato parzialmente modificato eliminando la locuzione Z Gaiden e sostituendo la parola Saiyan con l'espressione Super Saiyan, mentre la trama segue abbastanza fedelmente quella originale se non per alcune differenze. Al contrario della serie Dragon Ball Kai, che eccetto le sigle d'apertura e chiusura è una rimasterizzazione delle pellicole originali di Dragon Ball Z, questo OAV presenta animazioni completamente nuove.

## Film live action

### Dragon Ball(1990)
Dragon Ball (드래곤볼?, Deuraegon bolLR), è un film del 1990 diretto da Wang Ryong. È un adattamento non ufficiale dei primi capitoli del manga Dragon Ball di Akira Toriyama, in particolare della saga di Pilaf. Uscì il 12 dicembre 1990 in Corea del Sud.
Racconta di Son Goku (noto in Corea come Sohn Oh-Gong), un ragazzino di montagna esperto nelle arti marziali, il quale è in possesso di una delle sette sfere del drago regalatagli dal nonno. Un giorno incontra Bulma (nota in Corea come Burma), una ragazza che desidera impossessarsi di tutte le sfere per evocare il drago Shenron, che esaudirà un suo desiderio. Bulma lo convince a mettersi in viaggio con lei. I due (a cui si uniscono Olong e Yamcha nel corso del viaggio) però finiscono nei guai quando vengono derubati delle sfere dall'imperatore Pilaf (noto in Corea come Parahu) che desidera conquistare il mondo, ma alla fine riescono a battere il nemico grazie alla forza e alla saggezza del protagonista.
Nel triennio successivo l'attore interpretante Goku, Heo Sung-tae, avrebbe avuto il ruolo di protagonista in una trilogia di film, dal titolo 깡다구 화이터 (Gangdagu Fighter), in cui interpreta un agente speciale che deve fronteggiare un'invasione aliena e sconfigge i nemici trasformandosi in una sorta di Gundam (건담); fonti occidentali, comprese le edizioni amatoriali in DVD sottotitolate in spagnolo (con il titolo non ufficiale Son Goku superdetective), identificano tale agente speciale con Son Goku e gli invasori con i Saiyan, ma le fonti coreane smentiscono ciò, pur considerando Dragon Ball una delle possibili fonti di ispirazione (in particolare la capigliatura del protagonista è molto simile a quella di Goku e le tute da combattimento degli invasori alieni richiamano quelle dei saiyan).

### Dragon Ball - Il film(1991)
Dragon Ball - Il film, o The Magic Begins. Il perfido Re Satan vuole impossessarsi delle sette sfere del drago (qui chiamate "sfere di drago") che gli permetteranno di realizzare il suo sogno: soggiogare l'umanità e dominare l'universo. Due sfere sono già nelle sue diaboliche mani, le altre le custodiscono Goku, Bulma, Olong, Yamcha e il Maestro Muten, il vecchio eremita della tartaruga. Solo unendosi potranno riuscire a distruggere il malvagio Re Satan e i suoi potenti guerrieri Malilia e Zebrata prima che sia troppo tardi.

### Dragonball Evolution(2009)
Dragonball Evolution racconta la storia di Dragon Ball in modo quasi completamente diverso. Un liceale di nome Son Goku vive con il nonno, Son Gohan, col quale si allena segretamente alle arti marziali. Dopo la morte dell'adorato nonno, su indicazione dello stesso in punto di morte, si mette alla ricerca del Maestro Muten, un esperto di arti marziali, che si trova nella città di Paozu.
Durante il viaggio, Goku farà la conoscenza di Bulma Brief, la quale lo aiuterà a recuperare le sette sfere del drago, di Chichi, della quale è anche compagno di scuola, e di Yamcha, un bandito del deserto.
Obiettivo di Goku e della sua banda sarà trovare e proteggere le sfere dal malvagio Lord Piccolo, un potente guerriero originario del pianeta Namecc, venuto sulla Terra con l'intento di dominarla insieme al suo schiavo Oozaru, pronto a vendicarsi di coloro che lo fermarono secoli addietro creando una tecnica chiamata "Mafuuba".